# Phenylthiocarbamid
Phenylthiocarbamid (PTC), auch als Phenylthioharnstoff (PTH) bekannt, ist eine chemische Verbindung und ein Bitterstoff. Strukturell ist Phenylthiocarbamid eine von Thioharnstoff abgeleitete Verbindung.

## Eigenschaften
Phenylthiocarbamid kann von 70 % der Europäer bis zu 1000-mal besser wahrgenommen werden als von den restlichen 30 %. Dafür verantwortlich ist das individuelle Expressionsmuster von Varianten eines Genes für einen bestimmten Bittergeschmacksrezeptor. So wird vom Großteil der Menschen PTC bei einer Konzentration von 0,1 mM bis 10 mM (mmol/ℓ; das entspricht 15 ppm bis 1500 ppm) als äußerst „widerlich“ empfunden. Der Rest kann bei dieser Konzentration PTC noch nicht schmecken. Die Erbanlage für das Schmecken von PTC wird dominant vererbt. Da die Schmeckfähigkeit von PTC weder alters-, rassen- noch geschlechtsabhängig ist, eignet sie sich gut zum Aufstellen von Stammbäumen.

## Verwendung
Phenylthiocarbamid wird benutzt für die Synthese von Vulkanisationsbeschleunigern, Farbstoffen, Rattengiften und anderen organischen Verbindungen. Es wird weiterhin bei Untersuchungen zum menschlichen Genom eingesetzt.  Phenylthiocarbamid ist ein selektiver Agonist für den Bitterrezeptor T2R38.

## Sicherheitshinweise
Phenylthiocarbamid ist ein hochgiftiges Nervengift.